# Lars Sponheim
Lars Sponheim (ur. 23 maja 1957 w Halden) – norweski polityk, przewodniczący liberalnej partii Venstre (1996–2010), były minister.

## Życiorys
W 1981 ukończył nauki rolnicze w wyższej szkole rolniczej (NLH). Pracował m.in. jako wykładowca i dyrektor szkoły ogrodniczej. W latach 1987–1991 był burmistrzem miejscowości Ulvik. Zaangażował się w działalność partii Venstre. W 1993 został jedynym posłem z ramienia tego ugrupowania do Stortingu. Reelekcję uzyskiwał trzykrotnie, sprawując mandat deputowanego do 2009, przez szereg lat kierował frakcją poselską. W 1996 stanął na czele liberałów, był przewodniczącym tego ugrupowania do 2010, najdłużej w jego historii. Był członkiem obu rządów Kjella Magne Bondevika – w pierwszym pełnił funkcję ministra handlu i przemysłu (od października 1997 do marca 2000), w drugim zajmował stanowisko ministra rolnictwa i żywności (od października 2001 do października 2005). W 2009 znalazł się poza parlamentem, wkrótce zrezygnował z kierowania partią. W 2010 objął urząd gubernatora okręgu Hordaland. W 2019 został dodatkowo gubernatorem okręgu Sogn og Fjordane. W 2020 przeszedł na tożsamą funkcję w nowo utworzonym regionie Vestland; urząd ten sprawował do 2022.

## Odznaczenia
Odznaczony Komandorią Orderu Świętego Olafa (2004).